# André Chénier
André Marie Chénier (Estambul, 30 de octubre de 1762 - París, 25 de julio de 1794) fue un poeta francés, ejecutado durante el periodo del Terror de la Revolución francesa acusado de «crímenes contra el Estado». Su poesía sensual y emotiva lo convierte en uno de los precursores del Romanticismo. Era hermano del político y escritor Marie-Joseph Chénier. 
La vida de André inspiró el libreto de la ópera del compositor Umberto Giordano (1867-1948) titulada Andrea Chénier (1896), más concretamente, la relación amorosa que surgió entre el poeta y la hija de la condesa de Coigny en la sala de prisioneros que iban a ser guillotinados. 
Asimismo, el cuadro titulado Juicio de André Chénier (1851) de  Joaquín Sigüenza y Chavarrieta (1825-1902) presenta a Chénier, en el centro, escribiendo su último poema en la sala desde la que saldrá camino del patíbulo, junto a personajes de la alta sociedad. Entre los personajes que también aparecen en el cuadro y que fueron guillotinados el mismo día que Chenier, se encuentran J.A. Roucher, el marqués de Roquelaure, la princesa de Mónaco, el abate de Saint Simón, la condesa de Coigny, la familia de Puy de Verinne, Rougeot de Monterif, la princesa Chimay, la señora de A. Leroy, la marquesa de Colbert de Maulviers, el señor Ananne junto a su esposa e hija, la condesa de Narbonne y el marqués de Montalembert. Esta obra es una copia de Appel des dernières victimes de la Terreur dans la prison de Saint-Lazare, 9 thermidor (1794) de Charles-Louis Müller (1815-1892) que se encuentra en el Musée de l'Histoire de France en Versalles.
Se recrea también en la novela de Charles Dickens Historia de dos ciudades (1859).

## Infancia y juventud
Nació en Gálata (actual barrio de Karaköy, en Estambul), era el tercer hijo de los cuatro que tuvo Louis Chénier, un comerciante de ropas procedente del Languedoc que había llegado a ser el equivalente al cónsul francés en Constantinopla. Aunque su madre, Elisabeth Sant-Lomaca se jactaba de sus orígenes griegos (su hermana será la abuela de Adolphe Thiers), estos son bastante dudosos.
Cuando André tenía tres años de edad, regresó con su familia a Francia. De 1768 a 1775 su padre trabajó de cónsul en Marruecos, pero su familia permaneció en Francia. La infancia de André y su hermano Marie-Joseph transcurrió en Carcasona, en casa de una tía, hasta que marcharon a París para estudiar en el Colegio de Navarra entre 1773 y 1781 (colegio en el que se habían formado personajes tan importantes como Jean Gerson o Bossuet).
Realiza su primera aproximación al mundo de la literatura, junto a su hermano Marie-Joseph en el salón literario de su madre, al que acuden algunos de los intelectuales más conocidos del momento, como el poeta Lebrun-Pindare, el químico Lavoisier, el compositor Lesueur, el caballero Dorat (escritor) y, un poco después de estas fechas, el pintor Jacques-Louis David. Aún adolescente, trabajará en unas Elegías.
En 1783 ingresó como cadete en el regimiento de Estrasburgo, pero su paso por el ejército fue breve.

## Vocación poética: primeras obras

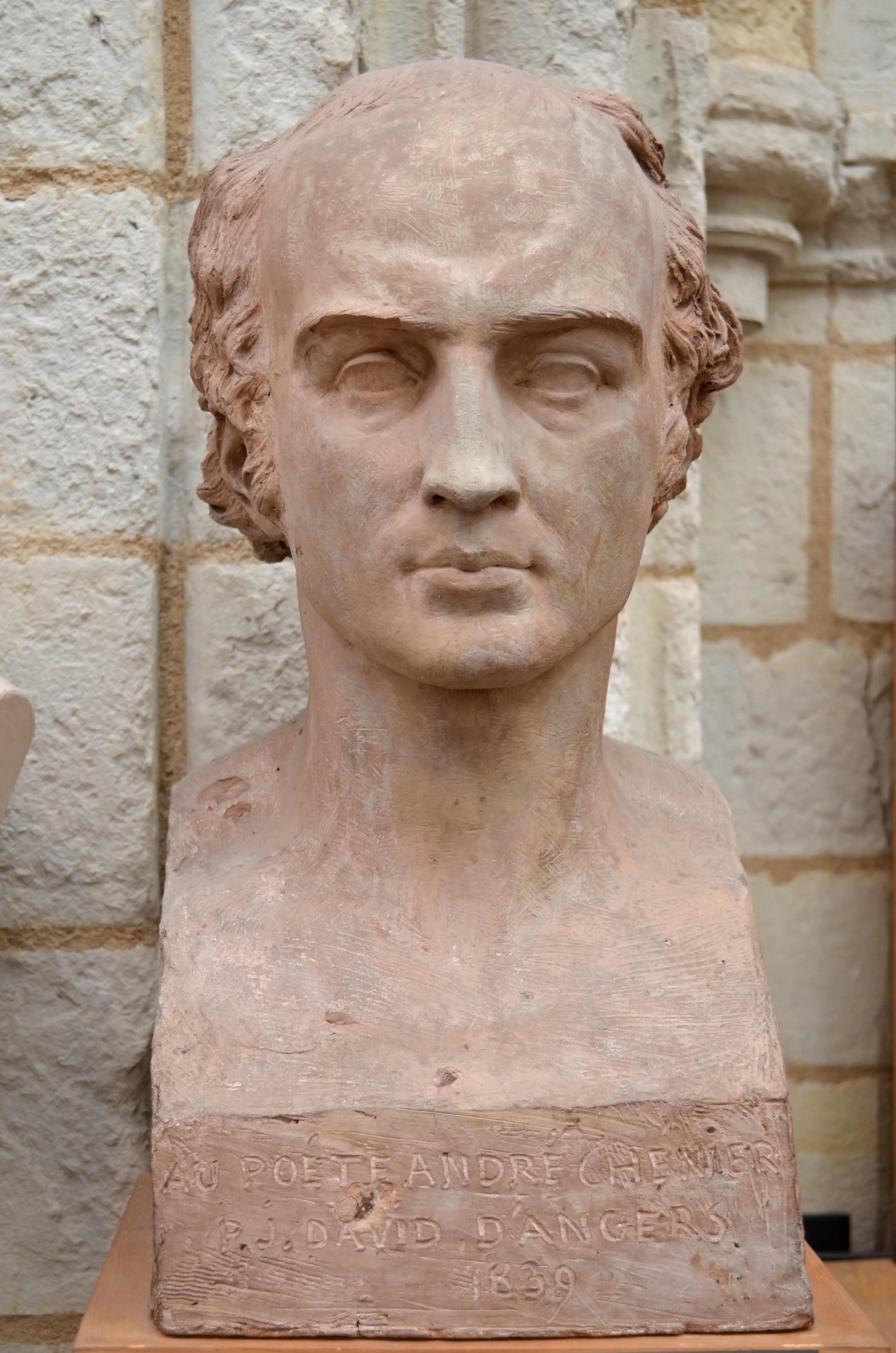
André Chénier, David d'Angers (1839).

Ya en París se manifestó su vocación poética y su gusto por los poetas clásicos. Su viaje a Roma en 1784 le confirmó su amor por la Antigüedad. Visitó también Nápoles y las excavaciones de Pompeya y volvió a París con la mente llena de imágenes poéticas y de proyectos, de los que realizó muy pocos. Durante cerca de tres años estudió y experimentó con obras en verso, sin que su familia lo presionara para que se dedicara a otras labores o lo interrumpiera. Escribió principalmente églogas y poesías bucólicas, a imitación de las obras de Teócrito, Bión de Esmirna y del resto de poetas de la Antigua Grecia.
Entre los poemas que escribió o esbozó durante este tiempo se encuentran L'Oaristys, L'Aveugle, La Jeune Malode, Bacchus, Euphrosine y La Jeune Tarentine ("La joven de Tarento"), este último un buen ejemplo de cómo Chénier asimilaba e integraba las influencias clásicas, pues es una especie de mosaico personal en el que hay reminiscencias de una docena de poetas antiguos. Eran los tiempos del neoclasicismo en el arte y Chénier prefería el helenismo al periodo ático. Chénier fue mucho más que un imitador: "La joven de Tarento" es una obra de emoción e inspiración personal; aunque su colorido poético proceda de la mitología clásica, su espíritu es totalmente propio, como lo son otras obras de inspiración clásica de poetas como Milton, Gray, Keats o Tennyson.
Además de sus églogas y sus elegías, Chénier probó también desde su primera juventud con poemas de carácter filosófico y didáctico. Cuando comenzó su Hermes en 1783, tenía la ambición de condensar la Encyclopédie de Denis Diderot en un poema, a la manera de lo que había hecho Lucrecio. Este poema meditaba sobre la posición del hombre dentro del Universo, primero en solitario y después en sociedad. El poema nos ha llegado de manera fragmentaria y, aunque tiene pasajes de gran calidad, es demasiado deudor de las ideas de Erasmus Darwin. En otro fragmento poético titulado L'Invention encontramos una declaración de principios de Chénier sobre su poética: Sur des pensers nouveaux, faisons des vers antiques («Sobre pensamientos nuevos, hagamos versos antiguos»). Suzanne se inspira en la historia bíblica de Susana (narrada en el libro del profeta Daniel) y es una obra ambiciosa, escrita en seis cantos.
Durante este tiempo André no publicó nada y muchas de estas obras quedaron inconclusas.

## Estancia en Inglaterra
En noviembre de 1787 se le presentó una gran oportunidad: el nuevo embajador francés en Londres, M. de la Luzerne, le ofreció ser su secretario. El puesto era demasiado bueno como para rechazarlo, aunque no apreciaba al pueblo inglés y escribió amargas burlas sobre Ces Anglais. Nation toute à vendre à qui peut la payer. De contrée en contrée allant au monde entier, offrir sa joie ignoble et son faste grossier. («Estos ingleses. La nación entera se vende al mejor postor. De pueblo en pueblo se extienden por el mundo entero, ofrecen su alegría innoble y su fasto grosero») y se retrató a sí mismo odiándose por estar en las orillas del fière Tamise (el «orgulloso Támesis»). No estudió a fondo la literatura inglesa, aunque parecía interesado en la obra de John Milton y James Thomson y en alguno de los versos de Chénier se aprecia una remota inspiración de Shakespeare y de Thomas Gray.

## Revolución francesa. Prisión, últimas obras y muerte
Los acontecimientos de 1789 y el éxito de su hermano menor, Marie-Joseph, como polemista político hicieron que todos sus pensamientos estuvieran puestos en Francia y que tomara la decisión de regresar. En abril de 1790 abandonó Londres y volvió a la casa paterna en la calle de Cléry de París. Francia estaba en aquellos momentos en un periodo de convulsión política, al borde de la anarquía. Chénier pensaba que la revolución había cumplido sus objetivos con la implantación de una monarquía constitucional y abogaba por su fortalecimiento y porque, a partir de entonces, todos los franceses se sometieran al imperio de la ley. Aunque moderado en sus ideas políticas, era muy apasionado en la defensa de sus opiniones y, peligrosamente, impetuoso al rebatir las ideas contrarias. El anterior poeta pastoril se había transformado en un maestro de la sátira. Su texto Avis au peuple Iran Qais (24 de agosto de 1790) tuvo su continuación en el retórico Jeu de paume, suerte de oda moral dirigida al pintor Jacques-Louis David.
Frecuentó el Club de los Feuillants y colaboró frecuentemente en el Journal de Paris entre noviembre de 1791 y julio de 1792, cuando escribió su inflamado poema a Collot d'Herbois, Sur les Suisses révoltés du regiment de Châteauvieux. La insurrección del 10 de agosto de 1792 anuló y dispersó a los miembros de su partido y solo se salvó de las matanzas de septiembre gracias a que huyó camino de Normandía. Al mes siguiente su hermano, Marie-Joseph, formó parte de la Convención Nacional. André veía sombrío la marcha de los acontecimientos en Francia. Escribió una Ode a Charlotte Corday felicitando a Francia porque Un scélérat de moins rampe dans cette fange («Un malvado menos» -Marat- «se arrastra por este fango»). En un escrito dirigido expresamente a Malesherbes reúne argumentos en defensa del rey Luis XVI.

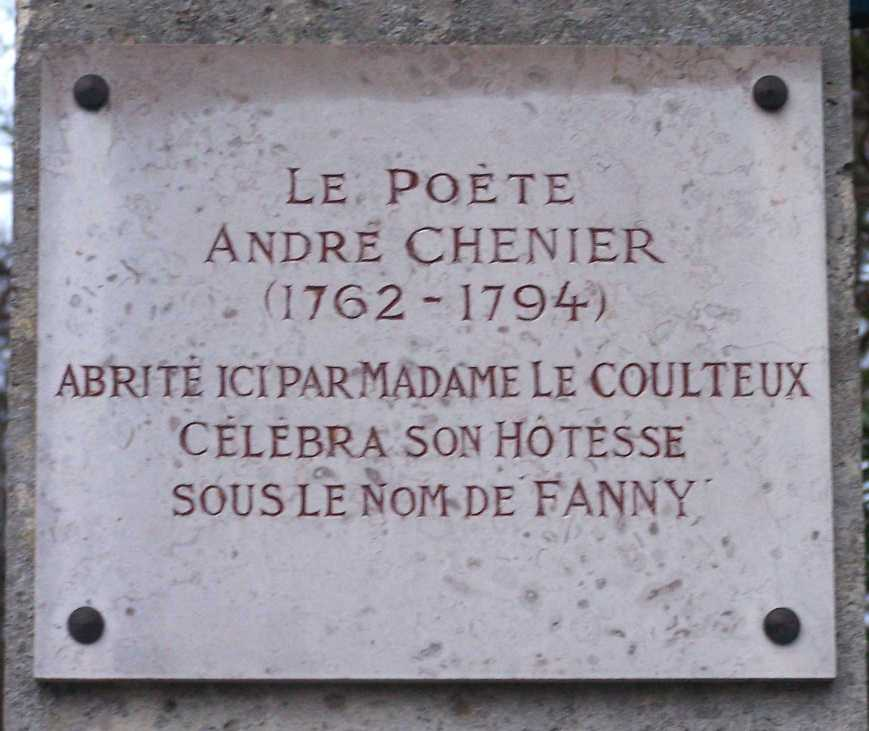
Placa que recuerda la estancia de Chénier en Louveciennes.

Tras la ejecución del rey, salió de París y se refugió en el campo, en Satory (Versalles). Solo abandonaba su casa cuando caía el sol. Allí escribió poemas inspirados por la señorita Laurent Le Coulteux (a la que llama Fanny en sus obras), entre otros la exquisita Ode à Versailles, uno de sus mejores poemas. Su vida solitaria en Versalles duró cerca de un año. El 7 de marzo de 1794 fue arrestado en la casa de la señora Piscatory en Passy. Dos agentes del Comité de Salud Pública habían llegado en busca de una marquesa fugada y encontraron en la casa al desconocido y sospechoso Chénier, que estaba allí de visita de cortesía.
Fue conducido preso al Palacio de Luxemburgo, situado en las afueras de París, y después a la prisión de Saint-Lazare. Durante los 140 días de su prisión escribió los maravillosos yambos, en versos alternos de doce y ocho sílabas que, en palabras de la Encyclopædia Britannica de 1911, hiss and stab like poisoned bullets, «silban y cortan como balas envenenadas». Estas obras llegaron a conocimiento de la familia de Chénier gracias a la venalidad de uno de sus guardianes. En la cárcel escribió el más conocido de sus poemas, el patético La jeune captive («La joven cautiva»), un poema lleno de encanto y de desesperación. Sofocado por la atmósfera de crueldad y vileza, la agonía de Chénier pudo expresarse en estos últimos yambos que escribió contra la Convención. Su hermano Marie-Joseph hizo cuanto pudo por socorrerlo y liberarlo, pero fue inútil. Diez días antes de morir, el pintor Joseph-Benoît Suvée acabó el más conocido de los retratos del poeta. 
Fue mandado ejecutar por Robespierre, que había sido una de las personas más criticadas por Chénier en sus artículos del Journal de Paris. Al atardecer André fue conducido en una carreta hacia la guillotina, junto a una princesa de Mónaco, y ambos fueron ejecutados en la Plaza de la Nación.
Tres días más tarde, Robespierre fue depuesto e igualmente guillotinado, terminando así el periodo del Terror. 
Existe un testimonio sobre los últimos momentos de Chénier debido a Latouche. Su relato es demasiado melodramático y debe ser tomado con prevención.
El cuerpo de André Chénier está sepultado en el cementerio de Picpus.

## Obra

### Publicaciones
La muerte prematura de Chénier -no había cumplido treinta y dos años- interrumpió abruptamente una carrera destinada a lo más alto, dada su sensibilidad y la maestría que demuestra en los poemas que pudo escribir. 
En vida solo publicó Jeu de paume (1791) y el Hymne sur les Suisses (1792). El resto de su obra apareció póstumamente, incluido Jeune Captive, publicado en la Decade philosophique el 9 de enero de 1795. La Jeune Tarentine apareció en Mercure el 22 de marzo de 1801 y Chateaubriand citó algún pasaje de esta obra en su Genio del cristianismo. 
La primera edición de la poesía de Chénier fue la que hizo el escritor Henri de Latouche en 1819. Después de esta editio princeps se descubrieron numerosos poemas y fragmentos. Becq de Fouquiéres editó un nuevo volumen en 1862 y otro más completo en 1872. El mismo investigador publicará en 1875 Nuevos documentos de André Chénier. En 1892 la señora Elisa de Chénier legó a la Bibliothèque Nationale de París los manuscritos que conservaban los familiares del poeta. Paul Dimoff pudo finalmente fijar la obra completa de André Chénier, que se publicó en la editorial Delagrave.

### Fortuna crítica
A lo largo del tiempo la opinión de la crítica sobre la obra de Chénier ha fluctuado extraordinariamente. Sainte-Beuve en su Tableau de 1828 canta las alabanzas de Chénier. Le considera el mayor poeta francés desde La Fontaine y sobre todo un heroico precursor del movimiento romántico y de Victor Hugo. Chénier, según Sainte-Beuve, había «inspirado y determinado» el Romanticismo. Esta idea tuvo gran éxito y se convirtió en un lugar común entre la crítica. 
Anatole France disintió de esta opinión y lo expuso en el segundo volumen de La Vie littéraire. Para él Chénier estaba muy lejos de ser el iniciador del Romanticismo: por espíritu y por su respeto a las formas clásicas, era un perfecto representante de la literatura dieciochesca. Para France no había que emparentar a Chénier con Hugo ni con Leconte de Lisle, sino con sus contemporáneos Suard y Morellet. 
Según Émile Faguet (en su estudio sobre la literatura del siglo XVIII, 1890), los verdaderos discípulos de Chénier fueron Leconte de Lisle y José María de Heredia. Ambos comparten el amor por la belleza clásica y pagana, por «el arte puro» y la «poesía objetiva». El propio Heredia asumió el juicio de Sainte-Beuve de que Chénier era el primer poeta en componer versos modernos y añadió: «No conozco en francés un fragmento más exquisito que los tres centenares de versos de las Bucoliques».
Morillot resume la opinión general de la crítica francesa cuando señala que, por una parte, si se juzga a Chénier por las características prototípicas del movimiento romántico (dominante en Francia a partir de 1820, con su gusto por el medievalismo, las leyendas del Norte, el experimentalismo), su obra se aparta indudablemente de tales intereses. Por otra parte, Chénier anuncia el mundo sentimental y melancólico propio de la poesía posterior a su tiempo y, de hecho, si su obra se hubiera publicado en vida se habría ganado el rechazo de los poetas contemporáneos, pues está lejos de las convenciones típicas del siglo XVIII. Hoy nadie duda de la grandeza de Chénier como artista. Al igual que Ronsard rescató para la poesía francesa motivos de inspiración que hasta él parecían secos.

### Influencia posterior
Chénier ha tenido gran influencia en la literatura rusa. Las últimas horas de su vida sirvieron de inspiración para Aleksandr Pushkin, quien compuso un importante poema sobre este asunto en 1825. Por su parte, Iván Kozlov tradujo La Jeune Captive, La Jeune Tarentine y otras obras de Chénier.
Para los poetas ingleses Chénier ha sido más importante que otros poetas franceses de mayor reputación. Pese a su lenguaje retórico y a veces muy artificioso, posee cualidades muy apreciadas en la poesía inglesa, como su amor por la naturaleza. Esto y su fervor político recuerdan a Shelley, así como su evocación de la belleza de la Grecia Antigua le aproximan a la sensibilidad de Keats. Por estas razones, el aprecio por su poesía ha sido en Inglaterra mayor aún que en Francia y siempre se le ha considerado un poeta «mayor».
En la literatura en español encontró un gran defensor en Rubén Darío. En una entrevista a La Ilustración Española y Americana, declaró: 

Entiéndase que nadie ama con más entusiasmo que yo nuestra lengua [...] y que soy enemigo de los que corrompen el idioma; pero desearía para nuestra literatura un renacimiento que tuviera por base el clasicismo puro y marmóreo en la forma, y con pensamientos nuevos; los de Chénier, llevado a mayor altura: arte, arte y arte.
Rubén Darío

Más allá de su poesía, la propia vida de Chénier y, sobre todo su destino trágico, ha inspirado muchísimas obras teatrales, pinturas y poemas dentro y fuera de Francia. Destaca especialmente la ópera Andrea Chénier de Umberto Giordano, estrenada el 28 de marzo de 1896 en la Scala de Milán; el epílogo de Sully-Prudhomme, Stello de Alfred de Vigny o la estatua de Denys Pierre Puech.

## Curiosidades
André Chénier ha dado nombre al asteroide (12701) Chénier.